# Liste der Kathedralen in Deutschland
Die Liste der Kathedralen in Deutschland enthält bestehende sowie ehemalige römisch-katholische, orthodoxe und altkatholische Kathedralen in Deutschland.

## Bestehende Kathedralen
| Name                                                                | Ort                    | Diözese                                                                        | Kirche / Kirche eigenen Rechts            | Bild |
| ------------------------------------------------------------------- | ---------------------- | ------------------------------------------------------------------------------ | ----------------------------------------- | ---- |
| Römisch-katholische Kathedralen                                     |                        |                                                                                |                                           |      |
| Aachener Dom Patronin: Gottesmutter Maria                           | Aachen                 | Bistum Aachen                                                                  | Lateinische Kirche                        |      |
| Dom Mariä Heimsuchung                                               | Augsburg               | Bistum Augsburg                                                                | Lateinische Kirche                        |      |
| Bamberger Dom Patrone: St. Peter und St. Georg                      | Bamberg                | Erzbistum Bamberg                                                              | Lateinische Kirche                        |      |
| Johannes-Basilika                                                   | Berlin                 | Deutsches Militärordinariat (Bischofskirche)                                   | Lateinische Kirche                        |      |
| St. Hedwigs-Kathedrale                                              | Berlin                 | Erzbistum Berlin                                                               | Lateinische Kirche                        |      |
| Kathedrale Ss. Trinitatis (Katholische Hofkirche)                   | Dresden                | Bistum Dresden-Meißen                                                          | Lateinische Kirche                        |      |
| Dom zu Eichstätt Patrone: St. Salvator, U.L. Frau und St. Willibald | Eichstätt              | Bistum Eichstätt                                                               | Lateinische Kirche                        |      |
| Erfurter Dom Marienkirche                                           | Erfurt                 | Bistum Erfurt                                                                  | Lateinische Kirche                        |      |
| Essener Münster Patrone: Cosmas und Damian, Jungfrau Maria          | Essen                  | Bistum Essen                                                                   | Lateinische Kirche                        |      |
| Freiburger Münster Münster Unserer Lieben Frau                      | Freiburg im Breisgau   | Erzbistum Freiburg                                                             | Lateinische Kirche                        |      |
| Fuldaer Dom Dom St. Salvator                                        | Fulda                  | Bistum Fulda                                                                   | Lateinische Kirche                        |      |
| Kathedrale St. Jakobus                                              | Görlitz                | Bistum Görlitz                                                                 | Lateinische Kirche                        |      |
| St.-Marien-Dom                                                      | Hamburg                | Erzbistum Hamburg                                                              | Lateinische Kirche                        |      |
| Hildesheimer Dom Hohe Domkirche St. Mariä Himmelfahrt               | Hildesheim             | Bistum Hildesheim                                                              | Lateinische Kirche                        |      |
| Kölner Dom Hohe Domkirche St. Petrus                                | Köln                   | Erzbistum Köln                                                                 | Lateinische Kirche                        |      |
| Limburger Dom Georgsdom                                             | Limburg an der Lahn    | Bistum Limburg                                                                 | Lateinische Kirche                        |      |
| Kathedrale St. Sebastian                                            | Magdeburg              | Bistum Magdeburg                                                               | Lateinische Kirche                        |      |
| Mainzer Dom Patron: Martin von Tours                                | Mainz                  | Bistum Mainz                                                                   | Lateinische Kirche                        |      |
| Liebfrauendom                                                       | München                | Erzbistum München-Freising                                                     | Lateinische Kirche                        |      |
| St.-Paulus-Dom                                                      | Münster                | Bistum Münster                                                                 | Lateinische Kirche                        |      |
| Dom St. Peter                                                       | Osnabrück              | Bistum Osnabrück                                                               | Lateinische Kirche                        |      |
| Paderborner Dom Hoher Dom Ss. Maria, Liborius und Kilian            | Paderborn              | Erzbistum Paderborn                                                            | Lateinische Kirche                        |      |
| Dom St. Stephan                                                     | Passau                 | Bistum Passau                                                                  | Lateinische Kirche                        |      |
| Regensburger Dom Kathedrale St. Peter                               | Regensburg             | Bistum Regensburg                                                              | Lateinische Kirche                        |      |
| Dom St. Martin                                                      | Rottenburg am Neckar   | Bistum Rottenburg-Stuttgart                                                    | Lateinische Kirche                        |      |
| Speyerer Dom Domkirche St. Maria und St. Stephan                    | Speyer                 | Bistum Speyer                                                                  | Lateinische Kirche                        |      |
| Trierer Dom Hohe Domkirche St. Peter                                | Trier                  | Bistum Trier                                                                   | Lateinische Kirche                        |      |
| Würzburger Dom St. Kiliansdom                                       | Würzburg               | Bistum Würzburg                                                                | Lateinische Kirche                        |      |
| Maria Schutz und St. Andreas                                        | München                | Apostolisches Exarchat Deutschland und Skandinavien                            | Ukrainische Griechisch-katholische Kirche |      |
| Römisch-katholische Konkathedralen                                  |                        |                                                                                |                                           |      |
| Dom St. Petri                                                       | Bautzen                | Bistum Dresden-Meißen (Konkathedrale, seit 1980)                               | Lateinische Kirche                        |      |
| St. Peter                                                           | Dillingen an der Donau | Bistum Augsburg (Konkathedrale)                                                | Lateinische Kirche                        |      |
| Freisinger Dom Patrone: St. Maria und St. Korbinian                 | Freising               | Erzbistum München-Freising (Konkathedrale)                                     | Lateinische Kirche                        |      |
| Domkirche St. Eberhard                                              | Stuttgart              | Bistum Rottenburg-Stuttgart (Konkathedrale)                                    | Lateinische Kirche                        |      |
| Orthodoxe Kathedralen                                               |                        |                                                                                |                                           |      |
| Rumänisch-orthodoxe Kathedrale                                      | Nürnberg               | Rumänische Orthodoxe Metropolie für Deutschland, Zentral- und Nordeuropa       | Rumänisch-orthodoxe Kirche                |      |
| Christi-Auferstehungs-Kathedrale                                    | Berlin                 | Russische Orthodoxe Diözese des orthodoxen Bischofs von Berlin und Deutschland | Russisch-orthodoxe Kirche                 |      |
| Metropolitankirche Agia Trias                                       | Bonn                   | Griechisch-orthodoxe Metropolie von Deutschland                                | Griechisch-orthodoxe Kirche               |      |
| Kloster Brenkhausen                                                 | Brenkhausen            | Koptisch-Orthodoxe Kirche in Deutschland                                       | Koptische Kirche                          |      |
| Altkatholische Kathedrale                                           |                        |                                                                                |                                           |      |
| Namen-Jesu-Kirche                                                   | Bonn                   | Katholisches Bistum der Alt-Katholiken in Deutschland                          | Altkatholische Kirche                     |      |

## Ehemalige Kathedralen und Bischofskirchen
| Name                         | Ort                   | Diözese / Landeskirche      | Kirche / Kirche eigenen Rechts | Bild | Verbleib |
| ---------------------------- | --------------------- | --------------------------- | ------------------------------ | ---- | --- |
| Dom St. Petri                | Bautzen               | Bistum Meißen               | Lateinische Kirche             |      | Konkathedrale Bistum Dresden-Meißen |
| St.-Elisabeth-Kirche         | Bonn                  | Deutsches Militärordinariat | Lateinische Kirche             |      | Bis 2005 Bischofskirche; danach Umzug des Militärordinariats nach Berlin |
| Petrikirche zu Bosau         | Bosau                 | Bistum Oldenburg            | Lateinische Kirche             |      | Aufhebung des Bistums 1163 |
| Dom St. Peter und Paul       | Brandenburg           | Bistum Brandenburg          | Lateinische Kirche             |      | Reformation des Bistums |
| Bremer Dom                   | Bremen                | Erzbistum Bremen            | Lateinische Kirche             |      | Infolge der Reformation nur sporadische Nutzung 1532–1547 und 1561–1638 (Amtseinführung von Erzbischöfen, Bestattungen), von 1638 bis 1810 lutherische Predigtkirche ohne Pfarrrechte, 1648 Erlöschen des seit 1566 lutherischen Erzbistums, seit 1810 lutherische Pfarrkirche |
| Klosterkirche Herrenchiemsee | Herrenchiemsee        | Bistum Chiemsee             | Lateinische Kirche             |      | Aufhebung des Bistums 1803 |
| Klosterkirche Corvey         | Corvey                | Bistum Corvey               | Lateinische Kirche             |      | Aufhebung des Bistums 1803 |
| Freisinger Dom               | Freising              | Bistum Freising             | Lateinische Kirche             |      | Konkathedrale Erzbistum München und Freising |
| Dom St. Marien Fürstenwalde  | Fürstenwalde/Spree    | Bistum Lebus                | Lateinische Kirche             |      | Reformation des Bistums |
| Dom zu Halberstadt           | Halberstadt           | Bistum Halberstadt          | Lateinische Kirche             |      | Reformation des Bistums |
| Hamburger Dom                | Hamburg               | Erzbistum Hamburg           | Lateinische Kirche             |      | Nachfolger: St. Marien-Dom |
| Havelberger Dom              | Havelberg             | Bistum Havelberg            | Lateinische Kirche             |      | Reformation des Bistums |
| Hildebold-Dom                | Köln                  | Erzbistum Köln              | Lateinische Kirche             |      | keine anders geartete Folgenutzung, da Vorgänger des heutigen Kölner Doms auf demselben Baugrund |
| Konstanzer Münster           | Konstanz              | Bistum Konstanz             | Lateinische Kirche             |      | Aufhebung des Bistums 1821 |
| St. Adalbert                 | Lebus                 | Bistum Lebus                | Lateinische Kirche             |      | Zerstörung durch Truppen Karls IV. 1373 |
| St. Peter                    | Lebus                 | Bistum Lebus                | Lateinische Kirche             |      | |
| St. Peter                    | Leitzkau              | Bistum Brandenburg          | Lateinische Kirche             |      | |
| Lübecker Dom                 | Lübeck                | Bistum Lübeck               | Lateinische Kirche             |      | Reformation des Bistums |
| Magdeburger Dom              | Magdeburg             | Bistum Magdeburg            | Lateinische Kirche             |      | Reformation des Bistums |
| St. Johannis (Mainz)         | Mainz                 | Erzbistum Mainz             | Lateinische Kirche             |      | Von 910 bis zur Weihe des Mainzer Doms 1036 Kathedrale, seit 1828 Evangelische Kirche |
| Merseburger Dom              | Merseburg             | Bistum Merseburg            | Lateinische Kirche             |      | Reformation des Bistums |
| Meißner Dom                  | Meißen                | Bistum Meißen               | Lateinische Kirche             |      | Reformation des Bistums |
| Mindener Dom                 | Minden                | Bistum Minden               | Lateinische Kirche             |      | Aufhebung des Bistums 1648, seither Pfarrkirche der katholischen Minderheit in der Stadt |
| Naumburger Dom               | Naumburg (Saale)      | Bistum Naumburg-Zeitz       | Lateinische Kirche             |      | Reformation des Bistums |
| St.-Johannis-Kirche          | Oldenburg in Holstein | Bistum Oldenburg            | Lateinische Kirche             |      | Aufhebung des Bistums 1163 |
| Ratzeburger Dom              | Ratzeburg             | Bistum Ratzeburg            | Lateinische Kirche             |      | Reformation des Bistums |
| Schleswiger Dom              | Schleswig             | Bistum Schleswig            | Lateinische Kirche             |      | Reformation des Bistums |
| Schweriner Dom               | Schwerin              | Bistum Schwerin             | Lateinische Kirche             |      | Reformation des Bistums |
| Dom zu Verden                | Verden                | Bistum Verden               | Lateinische Kirche             |      | Reformation des Bistums |
| Wormser Dom                  | Worms                 | Bistum Worms                | Lateinische Kirche             |      | Aufhebung des Bistums 1801/02 |
| Zeitzer Dom                  | Zeitz                 | Bistum Naumburg-Zeitz       | Lateinische Kirche             |      | Nachfolger: Naumburger Dom |